# Groupement d'intervention spécial
O Grupo de Intervenção Especial (em francês:  Groupement d'intervention spécial, GIS), mais conhecido pela alcunha "Ninjas", era uma unidade de intervenção das forças especiais da Argélia pertencente ao Departamento de Inteligência e Segurança (Département du renseignement et de la sécurité, DRS). Especializou-se na luta contra o terrorismo (em particular em ações de contraguerrilha, bem como na caça de terroristas em áreas hostis e complexas), libertação de reféns, proteção aproximada e todo o tipo de missões especiais. Com orçamento próprio e recebendo treinamento local e internacionalmente, o grupo empregou táticas e meios de ação particulares, implementados por pessoal treinado e altamente qualificado.
Uma unidade caracterizada por sua grande discrição, foi a força de ataque dos serviços de inteligência argelinos. O fato é que foi considerada a elite das forças especiais argelinas e uma das melhores da África e da bacia do Mediterrâneo.
Em 2013, o grupo se destacou por ter participado da libertação de várias pessoas durante a tomada de reféns de In Amenas.